# Сарема
Сарема (ест. Saare maakond, Saaremaa) један је од 15 округа у Естонији. Налази се у западном делу земље и обухвата острва Сарема, Муху, Рухну, Абрука и Вилсанди и неколико мањих околних острва. Са површином од око 2.922 km² налази се на осмом месту међу естонским окрузима. Граничи се са округом Хијума на северу, те са окрузима Ланема и Парнума на истоку.
Главни и највећи град је Куресаре. 
Према статистичким подацима из јануара 2016. на територији округа је живело 33.481 становника или у просеку 11,5 становника по квадратном километру. Округ је административно подељен на 14 општина.

## Географија
Округ Сарема налази се у западном делу Естоније и целом својом површином налази се у акваторији Балтичког мора. Обухвата територију површине 2.922,19 km² и по том параметру налази се на 8. месту међу 15 естонских округа. Територијално се граничи са округом Хијума на северу, односно са окрузима Ланема и Парнума на истоку. На југу је територија Летоније.
У границама округа Сареме налазе се бројна острва Западноестонског архипелага, а највећа међу њима су Сарема, Муху, Рухну, Абрука и Вилсанди. 
Острво Сарема налази се у западном делу естонске акваторије и са површином од 2.673 км² највеће је острво Западноестонског архипелага и уопште у Естонији, те четврто по величини острво у Балтичком мору (одмах после Селанда, Готланда и Фина). Сарема раздваја Ришки залив на југу и југоистоку од остатка Балтичког мора. Од летонског копна на југу га одваја Ирбов мореуз. На око 6 километара северније налази се острво Хијума.
Острво је јако издужено у смеру запад-исток и максимална дужина му је око 90 километара. „Захваљујући” полуострву Сирве које се на југу дубоко увукло у море (у дужини од преко 30 километара) ширина острва у смеру север-југ достиже и до 88 километара. Рељефом острва доминира углавном равничарски пејзаж, посебно у источном делу, а нешто издигнутије тло налази се на западу острва где је и највиша тачка, брдо Раунамаги са надморском висином од свега 54 метра. Обала Сареме је јако разуђена и препуна је бројних мањих залива и полуострва (укупна дужина обале је око 1.300 километара). Околне воде су доста плитке, а уз обалу се налазе бројна мања острва (око 600) и подводне хриди и гребени. На острву се налазе бројна мања језера, а највећа међу њима су Сур Лахт, Мулуту Лахт и Карујарв. 
Највиши делови острва издигли су се из мора пре око 10.000 година, а процес издизања овог дела естонске територије активан је и данас те се тако западноестонска острва у просеку издижу око 2 мм годишње. У основи острва налазе се кречњачке седиментне стене.
Острво је прекривено шумама које заузимају преко 40% његове територије, а клека је један од симбола острва. Уз његове обале налазе се бројне колоније прстенастих и сивих фока.
Један од симбола острва Сареме је и локалитет Кали који представља групу од 9 јединствених метеорских кратера. Највећи кратер има пречник од 110 метара и дубину од око 22 метра, а његов доњи део испуњен је водом и преображен у језеро Кали јарв. Преостали мањи кратери пречника од 12 до 40 метара и са дубинама од једног до 4 метра, распоређени су око главног кратера. Старост кратера процењује се на око 4000 ± 1000 година. Претпоставка је да је ударна снага метеорита била око 80 ТЈ (што је еквивалетно експлозији 20 килотона ТНТ-а).
Западни део округа налази се у границама националног парка Вилсанди.

## Административна подела
Округ Сарема административно је подељен на једну градску и 13 руралних општина. 
| №  | Општина   | Површина, км² | Становника, 2015. | Густина насељености |
| -- | --------- | ------------- | ----------------- | ------------------- |
| 1  | Кихелкона | 246           | 639               | 2,6                 |
| 2  | Куресаре  | 15            | 13.009            | 867,3               |
| 3  | Лајмјала  | 116           | 628               | 5,4                 |
| 4  | Лејси     | 348           | 1.810             | 5,2                 |
| 5  | Лане-Саре | 809           | 6.996             | 8,6                 |
| 6  | Муху      | 198           | 1.558             | 7,9                 |
| 7  | Мустјала  | 236           | 608               | 2,6                 |
| 8  | Орисаре   | 163           | 1.712             | 10,5                |
| 9  | Пихтла    | 228           | 1.347             | 5,9                 |
| 10 | Појде     | 124           | 791               | 6,4                 |
| 11 | Рухну     | 11,9          | 97                | 8,2                 |
| 12 | Салме     | 115           | 1.019             | 8,9                 |
| 13 | Торгу     | 126           | 289               | 2,3                 |
| 14 | Ваљала    | 180           | 1.203             | 6,7                 |